# Belić
Belić (cyr. Белић) – wieś w Serbii, w okręgu kolubarskim, w mieście Valjevo. W 2011 roku liczyła 109 mieszkańców.